# Vrbovka
Vrbovka é um município da Eslováquia, situado no distrito de Veľký Krtíš, na região de Banská Bystrica. Tem 10,6 km² de área e sua população em 2018 foi estimada em 329 habitantes.

## Demografia
| Ano:        | 1994 | 2004   | 2014    | 2024    |
| ----------- | ---- | ------ | ------- | ------- |
| Broj ljudi: | 452  | 413    | 351     | 315     |
| Razlika:    |      | -8,62% | -15,01% | -10,25% |

| Ano:               | 2023 | 2024   |
| ------------------ | ---- | ------ |
| Número de pessoas: | 321  | 315    |
| Diferença:         |      | -1,86% |